# Corinth (Vermont)
Pour les articles homonymes, voir Corinth.
Corinth est une ville du Vermont, dans le comté d'Orange, aux États-Unis. Elle est constituée de sept villages : East Corinth, West Corinth, South Corinth, Corinth Center, Corinth Corners, Cookville, et Goose Green. Sa population était de 1 367 habitants au recensement de 2010.